# Opopaea spinosiscorona
Opopaea spinosiscorona es una especie de araña araneomorfa del género Opopaea, familia Oonopidae. Fue descrita científicamente por Ranasinghe & Benjamin en 2018.
Habita en Sri Lanka.